# العلاقات المكسيكية البيروية
العلاقات المكسيكية البيروفية هي العلاقات الثنائية التي تجمع بين المكسيك وبيرو.

## مقارنة بين البلدين
هذه مقارنة عامة ومرجعية للدولتين:
| وجه المقارنة                                              | المكسيك                                                                               | بيرو                                   |
| --------------------------------------------------------- | ------------------------------------------------------------------------------------- | -------------------------------------- |
| المساحة (كم2)                                             | 1.97 مليون                                                                            | 1.29 مليون                             |
| عدد السكان (نسمة)                                         | 130.53 مليون                                                                          | 32.16 مليون                            |
| الكثافة السكانية (ن./كم²)                                 | 66.26                                                                                 | 24.93                                  |
| العاصمة                                                   | مدينة مكسيكو                                                                          | ليما                                   |
| اللغة الرسمية                                             | اللغة الإسبانية                                                                       | اللغة الإسبانية، اللغة الأيمرية، كتشوا |
| العملة                                                    | بيزو مكسيكي                                                                           | سول بيروفي جديد                        |
| الناتج المحلي الإجمالي (بليون دولار)                      | 1.15 تريليون                                                                          | 211.39 مليار                           |
| الناتج المحلي الإجمالي (تعادل القوة الشرائية) بليون دولار | 2.16 تريليون                                                                          | 393.13 مليار                           |
| الناتج المحلي الإجمالي الاسمي للفرد دولار أمريكي          | 9.01 ألف                                                                              | 6.03 ألف                               |
| الناتج المحلي الإجمالي للفرد دولار أمريكي                 | 17.32 ألف                                                                             | 11.99 ألف                              |
| مؤشر التنمية البشرية                                      | 0.756                                                                                 | 0.740                                  |
| رمز المكالمات الدولي                                      | +52                                                                                   | +51                                    |
| رمز الإنترنت                                              | .mx                                                                                   | .pe                                    |
| المنطقة الزمنية                                           | منطقة زمنية وسطى، المنطقة الزمنية الجبلية، زمن منطقة المحيط الهادئ، منطقة زمنية شرقية | توقيت بيرو، 00                         |

## مدن متوأمة
في ما يلي قائمة باتفاقيات التوأمة بين مدن مكسيكية وبيروفية:
- ترتبط تيكيلا مع بيسكو، بيرو باتفاقية توأمة.
- ترتبط Metepec, State of Mexico [الإنجليزية]‏ مع تروخيو باتفاقية توأمة.
- ترتبط غواناخواتو مع أريكيبا باتفاقية توأمة منذ 1978.[13][13][13][13]
- ترتبط مدينة مكسيكو مع كوسكو باتفاقية توأمة منذ 7 يوليو 1987.[14][14][14][14]
- ترتبط غوادالاخارا مع أريكيبا باتفاقية توأمة منذ 20 أكتوبر 1980.
- ترتبط مدينة أغواسكاليينتس مع Lampa, Peru [الإنجليزية]‏ باتفاقية توأمة.

## منظمات دولية مشتركة
يشترك البلدان في عضوية مجموعة من المنظمات الدولية، منها:
| علم المنظمة | اسم المنظمة                                                          | تاريخ انضمام المكسيك | تاريخ انضمام بيرو |
| ----------- | -------------------------------------------------------------------- | -------------------- | ----------------- |
|             | مؤسسة التنمية الدولية                                                | 24 أبريل 1961        | 30 أغسطس 1961     |
|             | يونسكو                                                               | 4 نوفمبر 1946        | 21 نوفمبر 1946    |
|             | وكالة ضمان الاستثمار متعدد الأطراف                                   | 1 يوليو 2009         | 2 ديسمبر 1991     |
|             | الأمم المتحدة                                                        | 7 نوفمبر 1945        | 31 أكتوبر 1945    |
|             | وكالة حظر الأسلحة النووية في أمريكا اللاتينية ومنطقة البحر الكاريبي ‏ | ?                    | ?                 |
|             | الفريق المعني برصد الأرض                                             | ?                    | ?                 |
|             | الاتحاد البريدي العالمي                                              | ?                    | ?                 |
|             | البنك الدولي للإنشاء والتعمير                                        | 31 ديسمبر 1945       | 31 ديسمبر 1945    |
|             | المنظمة الهيدروغرافية الدولية                                        | ?                    | ?                 |
|             | الاتحاد الدولي للاتصالات                                             | 1 يوليو 1908         | 12 يوليو 1915     |
|             | منظمة حظر الأسلحة الكيميائية                                         | ?                    | ?                 |
|             | مؤسسة التمويل الدولية                                                | 20 يوليو 1956        | 20 يوليو 1956     |
|             | منظمة التجارة العالمية                                               | 1995                 | ?                 |
|             | منتدى التعاون الاقتصادي لدول آسيا والمحيط الهادئ                     | 17 نوفمبر 1993       | 14 نوفمبر 1998    |
|             | منظمة الشرطة الجنائية الدولية                                        | ?                    | ?                 |

## وصلات خارجية
- موقع وزارة الخارجية المكسيكية
- موقع وزارة الخارجية البيروفية